# Millstream-Chichester-Nationalpark
Der 1.997 km² große Millstream-Chichester-Nationalpark befindet sich in der Pilbara-Region in Western Australia. Er liegt etwa 150 km südlich von Roebourne.
Der Park besteht aus der alten Millstream-Farm in der Nähe des Millstream Creek, einer der wenigen Wasserläufe in dieser Gegend, die nicht austrocknen, und der Chichester Range, eines schroffer Gebirgszuges mit vielen Schluchten und Wasserlöchern.

## Geschichte
Die Gegend ist seit langer Zeit vom Aboriginesstamm der Yinjibarndi besiedelt. Ngarrari, wie die Gegend um den Millstream Creek von ihnen genannt wird, war ein wichtiger kultureller Treffpunkt und Versammlungsort. Millstream wurde 1861 von dem Entdecker Francis Thomas Gregory benannt, der dieses Gebiet als hervorragendes Weideland beschrieb. Die erste Farm wurde bereits vier Jahre später gegründet. In ihrer Blütezeit hatte sie eine Größe von über 400.000 Hektar und versorgte 55.000 Schafe. Heute befindet sich im 1919 errichteten Farmhaus das Besucherzentrum des Nationalparks. Ursprünglich bestand der Park aus zwei getrennten Bereichen, die 1982 zusammengefasst wurden.

## Park
Der Park kann über die Verbindungsstraße von Roebourne nach Wittenom erreicht werden. Es gibt drei einfache Campingplätze am Crossing Pool, Deep Reach Pool und am Snake Creek. Das Besucherzentrum liegt in unmittelbarer Nähe zum Millstream Creek und dem Fortecue River. Hier liegen eine Reihe von grundwassergespeisten Becken, die ganzjährig Wasser führen. Sie werden gesäumt von verschiedenen Palmen-Arten und Paperbarks, einer Melaleuca-Art. Hier gedeihen auch Pflanzenarten die eher typisch für den tropischen Norden von Australien sind. Besonders interessant ist die Millstream-Palme mit ihren gräulich, grünen Blättern und der weichen Rinde.
Im Park leben verschiedene Känguruarten, hauptsächlich in den flachen Gebieten auch das Rote Riesenkänguru. Der Schwarze Flughund und eine Vielzahl an Vogel-Arten halten sich in Wassernähe auf. Es wurden 14 Arten von Groß- und Kleinlibellen gezählt.